# Parmortha parvula
Parmortha parvula är en stekelart som först beskrevs av Johann Ludwig Christian Gravenhorst 1829.  Parmortha parvula ingår i släktet Parmortha och familjen brokparasitsteklar. Arten är reproducerande i Sverige. Inga underarter finns listade i Catalogue of Life.